# Obejmi mě, prosím
Obejmi mě, prosím (polsky Proszę mnie przytulić) je dětská kniha od polského autora Przemysława Wechterowicze, vydaná roku 2013. V češtině vyšla v roce 2017 v nakladatelství Host. Kniha se skládá z jednoho krátkého, poučného příběhu o Medvídkovi, který se vydává obejmout všechny obyvatele lesa. Knihu ilustrovala Emilia Druibaková, do češtinu ji přeložil Michael Alexa.

## Děj
Jednoho rána se malý Medvídek vzbudí a začne přemýšlet, čím by si asi ten obyčejný den zpříjemnil. Když tu jeho tatínka napadne, zlepšit si den tím, že půjdou někoho obejmout. Obejmou v lese každého, koho potkají. Nejdříve přijdou za housenkou, která se po objetí promění v motýla. Navštíví zajíce, který se cpe mrkví. Potkají jezevce, který zrovna vylezl ze své nory. A nakonec obejmou i vyděšeného myslivce. V závěru knihy malý Medvídek zjistí, že je to ten nejlepší recept na krásný a spokojený život, a tento pocit si odnáší i všichni obyvatelé lesa – od té doby nikdo na objímání nedá dopustit. Každé popsané setkání může být přitom záminkou pro rozhovor nebo poučení dítěte o chování zvířat, jejich vzhledu a životě.

## Přijetí
Kniha získala Literární cenu Varšavy v roce 2014, tentýž rok byla zařazena do katalogu White Ravens, který každoročně vytváří Internationale Jugendbibliothek v Mnichově a upozorňuje tak na 200 nejzajímavějších knížek titulů pro děti a mládež. Kniha byla vydána ve čtrnácti zemích.
Kniha je hodnocena jako vhodný prostředek pro výuku empatie a nezištného sdílení lásky mezi předškolními dětmi. Lze ji využít také pro rozvoj komunikačních dovedností dětí od dvou let věku a pro posilování jejich zájmu o literaturu. Jako pozitivní prvek bývá vnímáno také bourání stereotypů o maskulinitě – přestože jsou hrdiny knihy dva medvědí samci, otec a syn, neobávají se vůči ostatním zvířatům projevovat něhu. Helena Žáčková v recenzi na iLiteratuře, přestože knihu jinak hodnotí jako poměrně kvalitní, upozornila na skutečnost, že stereotypizace přetrvává ve vyobrazení zvířat (medvěd má rád med, vlk číhá na Karkulku). Opakující se schéma příhod pak může snadno vést ke ztrátě pozornosti.